# Argininosukcinatna lijaza
Argininosukcinatna lijaza (EC 4.3.2.1, arginosukcinaza, argininosukcinsko kiselinska lijaza, arginin-sukcinatna lijaza, N-(L-argininosukcinat) arginin-lijaza, omega-N-(L-arginino)sukcinat arginin-lijaza, 2-(omega--arginino)sukcinat arginin-lijaza (formira fumarat)) je enzim sa sistematskim imenom 2-(Nomega--arginino)sukcinat arginin-lijaza (formira fumarat). Ovaj enzim katalizuje sledeću hemijsku reakciju
2-(omega--arginino)sukcinat {\displaystyle \rightleftharpoons } fumarat + L-arginin

## Literatura
- Nicholas C. Price; Lewis Stevens (1999). Fundamentals of Enzymology: The Cell and Molecular Biology of Catalytic Proteins (Third изд.). USA: Oxford University Press. ISBN 019850229X.
- Eric J. Toone (2006). Advances in Enzymology and Related Areas of Molecular Biology, Protein Evolution (Volume 75 изд.). Wiley-Interscience. ISBN 0471205036.
- Branden C; Tooze J. Introduction to Protein Structure. New York, NY: Garland Publishing. ISBN 0-8153-2305-0.
- Irwin H. Segel. Enzyme Kinetics: Behavior and Analysis of Rapid Equilibrium and Steady-State Enzyme Systems (Book 44 изд.). Wiley Classics Library. ISBN 0471303097.

## Spoljašnje veze
- Argininosuccinate+lyase на 